# Лезгинская литература

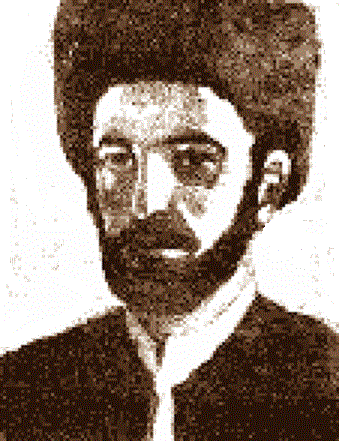
Мухаммад-Эмин Ялцугский — основоположник современной лезгинской литературной традиции.

Лезги́нская литерату́ра (лезг. Лезгийрин кхьейнагар) —— литература на лезгинском языке, а также литература на других языках, написанная лезгинскими авторами. Имеет много общих характерных черт с литературой других дагестанских народов.

## Письменность
С V века нашей эры албанская письменность использовала агванское письмо. Литературные произведения на этом алфавите либо не писались, либо не сохранились, либо ещё не найдены. В промежуток времени VIII—XIX веков, обусловленный арабским завоеванием и вхождением в состав Российской империи лезгины использовали арабский алфавит. Сохранилась богатая литературная база лезгинских авторов на данном виде письма, как на лезгинском, так и на арабском и тюркском языках. Лексические заимствования лезгинского языка из арабского и тюркского языков обуславливаются в первую очередь именно этим обстоятельством. С 1928 по 1937 года лезгины пишут на латинской графической основе. С 1937 года по текущее время используется кириллический алфавит, адаптированный под фонетические особенности лезгинского языка.

## Средневековая литература
В эпоху раннего средневековья письменная культура лезгин сводится к эпиграфическим памятникам и важным сведениям об исторических событиях на арабском языке. Среди них можно выделить Тарих Мискинджа и Ахты-Наме (X век), Раихан ал-хакаик ва бустан ад-да-каик (XI век). В исторических источниках встречаются имена таких арабоязычных лезгинских писателей и учёных, как Хаким ибн Ага аль-Ахты (X век), Абул Фередж ад-Дербенди (XII век), Хаким ибн Ибрагим аль-Лекзи аль-Хиналуги ад-Дербенди (XII век), Седреддин Сулейман аль-Лекзи (XIV век), и другие.
Первым лезгинским писателем, творившим на тюркском языке был Кюре Мелик (1340—1410). Известна его элегия на тюркском языке «Мусибат-Наме» («Поэма о трагедии»). В этой поэме автор отражает события в Лезгистане, связанные с нашествием хана Золотой Орды Тохтамыша. После Кюре Мелика из известных тюркоязычных поэтов можно отметить Мискина Вели, Фагира Мискинджинского, Ибрагима Мюшкюрского и Акбера Мюшкюрского, живших в XVI веке. Их творениям присуще использование наряду с традиционной классической поэтикой, народно-поэтических мотивов ашугской лирики. Выдающейся средневековой поэтессой была Микрах Кемер (XV век), читавшая свои произведения публично в родном ауле.

## XVI—XVIII века
В этот период пошло деление лезгинской литературы на две ветви:
1. Ашугская — развивалась на лезгинском и тюркском языках, творилась народными певцами и ашугами.
2. Арабоязычная — развивалась представителями духовенства, среди которого были и поэты. Выдающимся писателем XVIII века является Ихрек Режеб (1680—1760). Будучи родом из рутульского села Ихрек, он внёс вклад в развитие как рутульской, так и лезгинской литературы, хотя творил преимущественно на тюркском языке. В своих стихах он затрагивает различную тематику: философию, любовь, социальную несправедливость[3]. В целом писатель ведёт патриотическую линию в творчестве:

Если ты верен отчизне, врагу не служи, будь близок к народу. Ради собственного желудка ты и хану не служи — Ихрек Режеб, «Не служи»
Известный поэт и стихотворец Эмин Ялцугский (1698—1777) писал стихи романтического и философского содержания. Эмин принимал активное участие в поэтических состязаниях. Таково, например, состязание, в котором он одержал победу над поэтессой Гюлбар из Дербента. Тема их поэтического единоборства — любовь. По ходу турнира поднимались бытовые и философские вопросы. Прославился своим стихотворным талантом Абубакар Цилингви (1705—1760), бывший прадедом основоположника современной лезгинской литературной традиции Етима Эмина. Также в XVIII веке творили на арабском языке лезгинские писатели Агамирза аль-Киани, Гашим аль-Ахты, Рахманкули аль-Ахты. В XVII веке творили на лезгинском и тюркском языках поэты Лезги Салех Ярагский, Кюре Имам, Забит Каладжухский, Лезги Кадир Кюринский. Авторы XVIII века — Лезги Ахмед, Лейла-ханым Мискинджинская, Сейид Ахмед, Назим Ахтынский, Закир Ахтынский.